# Acacia zatrichota
Acacia zatrichota é uma espécie de leguminosa do gênero Acacia, pertencente à família Fabaceae.